# Clarksville (Missouri)
Pour les articles homonymes, voir Clarksville.
Clarksville est une ville du comté de Pike, dans le Missouri, aux États-Unis,. Située à l'est du comté, elle est incorporée en 1887.

## Démographie
Lors du recensement de 2010, la ville comptait une population de 442 habitants. Elle est estimée, en 2016, à 431 habitants.